# Prostgården, Karlskoga
Karlskoga prostgård är en prästgård i Karlskoga kommun i Örebro län, belägen i centrala Karlskoga. Prostgården är även känd som Karls-Åby. Författaren Selma Lagerlöf bodde på Karlskoga prostgård under tiden för sin konfirmation, då hennes fasters make Erik Tullius Hammargren var kyrkoherde i Karlskoga församling.